# Jocko Homo
Jocko Homo est une chanson de Devo, sortie une première fois en 1977 en face B de leur premier single Mongoloid. Elle est enregistrée à nouveau pour figurer sur l'album Q: Are We Not Men? A: We Are Devo!, dont le nom est tiré des paroles de la chanson. Le titre « Jocko Homo » vient d'un pamphlet religieux contre le concept d'évolution écrit par Bertram Henry Shadduck.
La chanson présente le concept de « dé-évolution » qui donne son nom au groupe, et en est devenue l'hymne officieux.